# Vitoša
La Vitoša (in bulgaro cirillico: Витоша) è un massiccio montuoso situato nelle immediate vicinanze di Sofia, la capitale della Bulgaria. Il monte rappresenta uno dei simboli della città di Sofia ed è il luogo più vicino alla capitale per la pratica dell'escursionismo, dell'alpinismo e dello sci. Il centro cittadino è collegato alla montagna con gli impianti di risalita di Simeonovo e Dragalevci, due sobborghi della capitale, e con comode linee d'autobus. Il massiccio ha la forma di un'enorme cupola.

## Geografia
La Vitoša è suddivisa in quattro diverse parti e le loro catene convergono nella corona centrale, il Černi Vrăh (Picco Nero, 2290 m s.l.m.), il punto più elevato del massiccio. Altri dieci cime della Vitoša superano i 2000 m s.l.m.
Documenti storici dimostrano che diversi secoli fa la Vitoša era ancora ricoperta da ciò che rimaneva dell'inaccessibile Grande Foresta Bulgara (Magna Silva Bulgarica). Oggi le foreste naturali di conifere rimangono solo nelle riserve di Bistriško Branište e attorno a Zlatnite Mostove (i ponti dorati o ponti d'oro). I ponti dorati sono un interessante fenomeno naturale costituito da una fascia enorme di sassi che scende dalla montagna. Questo peculiare luogo naturale si trova lungo il fiume Vladajska, in un'area dove la foresta è costituita da alberi sempreverdi misti a piante con foglie decidue. Questo è l'unico fiume di sassi che si trova nella Vitoša e un tempo costituiva una delle morene che scendevano dagli antichi ghiacciai della montagna. La loro successiva conformazione è dovuta all'erosione sferica della roccia di sienite, mentre il loro spostamento verso il basso dipende dalle forze di gravità e di movimento dell'acqua.

## Film
Il regista Declan O'Brien, si preparò assieme alla sua crew nel 2009 a girare il secondo seguito del film Wrong Turn, ovvero Wrong Turn 3 - Svolta mortale. Nei titoli di coda, oltre a canadesi, si leggono moltissimi bulgari. Il regista ha detto nel making of del DVD del film che c'è un bellissimo bosco tra quelle vette ed è stato fortunato a girare il film lì. La sequenza del fuoco è stata infatti girata nel fiume dei sassi, dove un personaggio muore incendiato.

### Vette principali

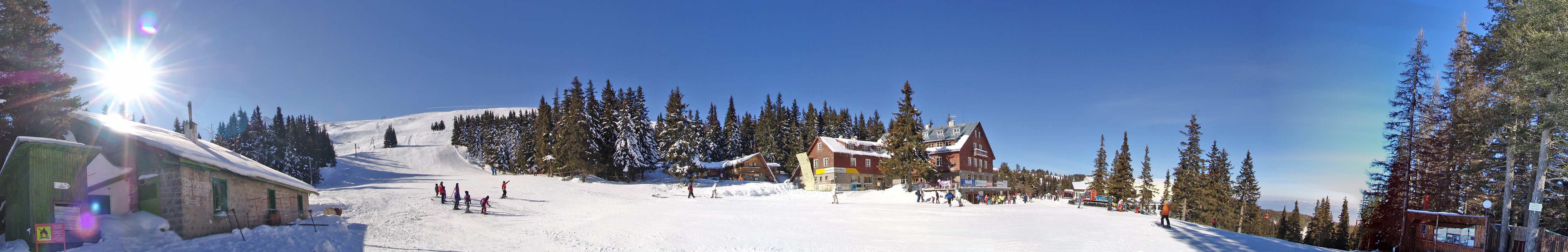
L'area di Aleko con il rifugio Aleko al centro

Questi sono i picchi della Vitoša che superano i 2000 m s.l.m.:
- Černi Vrah: 2290 m
- Goljam Rezen: 2277 m
- Skoparnik: 2276 m
- Bezimenen: 2208 m
- Kupena: 2195 m
- Malǎk Rezen: 2192 m
- Jarlovski Kupen: 2173 m
- Goljam Kotur: 2113 m
- Lǎvčeto: 2052 m
- Selimitsa: 2041 m
- Siva Gramada: 2003 m

## Storia
Fin dai tempi antichi dei Traci, un buon numero di abitanti si è stabilito nelle pendici e alla base della Vitoša. Nel corso degli ultimi quattro millenni, l'economia di questi ampi insediamenti umani è stata sempre connessa, in un modo o nell'altro, con l'imponente montagna. Il nome Vitoša deriva dalle due cime gemelle che si innalzano sopra la piana di Sofia e che hanno acquisito la loro attuale conformazione nel corso dei millenni.
Una stazione meteorologica è stata costruita sulla vetta della montagna nel 1935, ed è tuttora funzionante. La stazione è utilizzata anche come rifugio ed è sede del corpo del soccorso alpino.

### Flora e fauna
Grazie alla diversa altitudine è possibile trovare una ricca diversità di clima, flora e fauna all'interno del parco. Sono presenti 31 specie endemiche dei Balcani e 52 sono incluse nel libro rosso (IUCN) della Bulgaria. I boschi sono costituiti soprattutto da abeti rossi e abeti bulgari (Abies × borisii-regis), con alcuni pini macedoni, pini silvestri e altre specie decidue alle altitudini inferiori, in particolare faggi betulle, pioppi e ontani.

### Tutela
Il territorio della montagna include il Parco nazionale della Vitoša, il più antico dei Balcani, che contiene le aree montane più conosciute e frequentate.
In tempi in cui la moderna politica di conservazione ambientale era molto diversa dagli attuali standard, alcuni illuminati nobili bulgari dichiararono nel 1934 66 km² dell'area montuosa parco nazionale, il primo della regione balcanica. L'anno successivo alcune delle prime riserve bulgare, Bistriško Branište (espansa a 10,61 km²) e Torfeno Branište (7,84 km²), vennero istituite all'interno dei confini dell'area protetta. I confini del parco vennero modificati e ampliati più volte e ora comprendono l'intero massiccio, coprendo un'area di 266,06 km².

## Sport
Stazione sciistica, la montagna è attrezzata sia per la pratica dello sci alpino, sia per quella dello sci nordico (ha ospitato una tappa della Coppa del Mondo di sci di fondo 1985).

## Galleria d'immagini

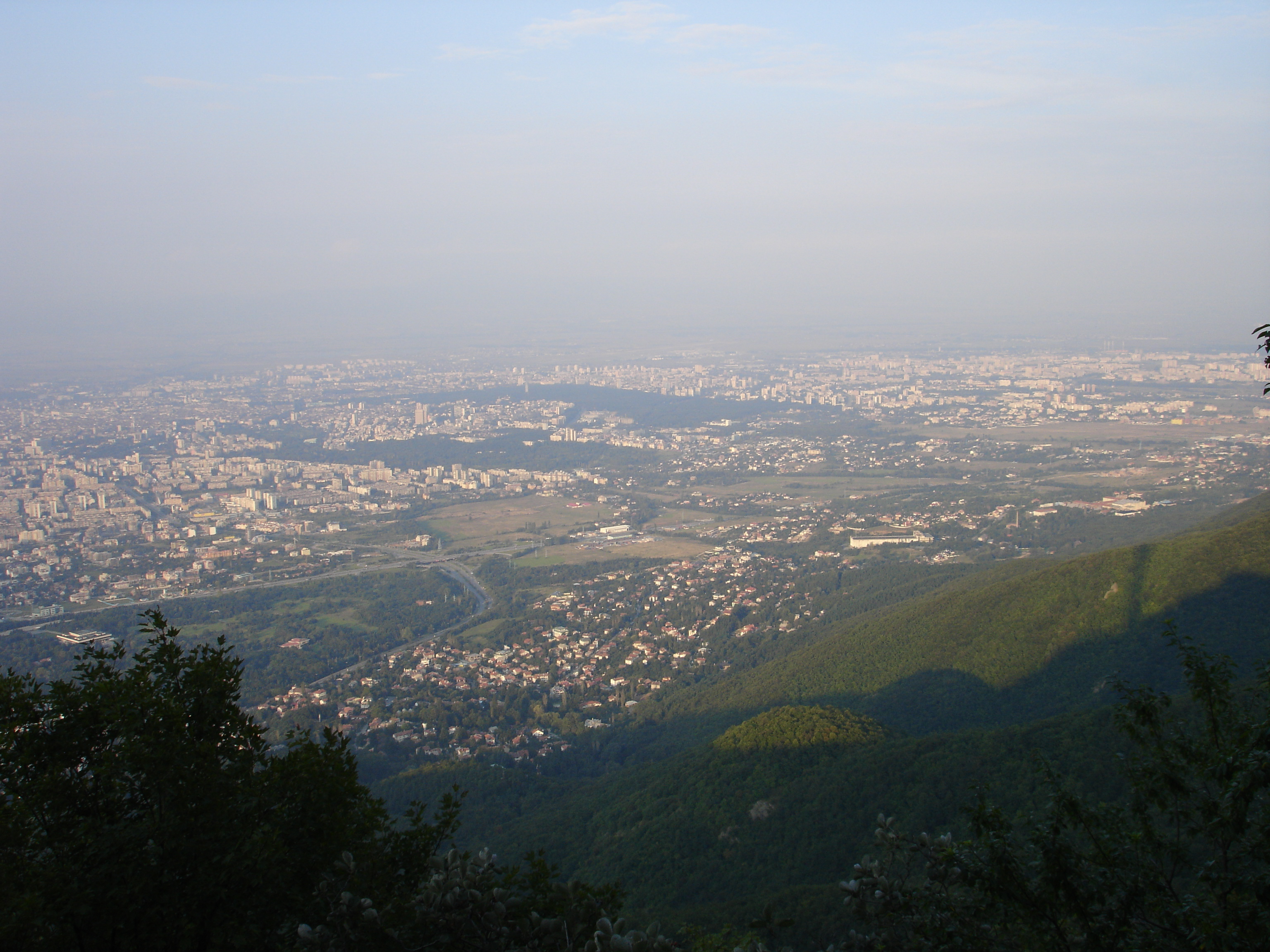
La parte orientale di Sofia vista dal Vitoša
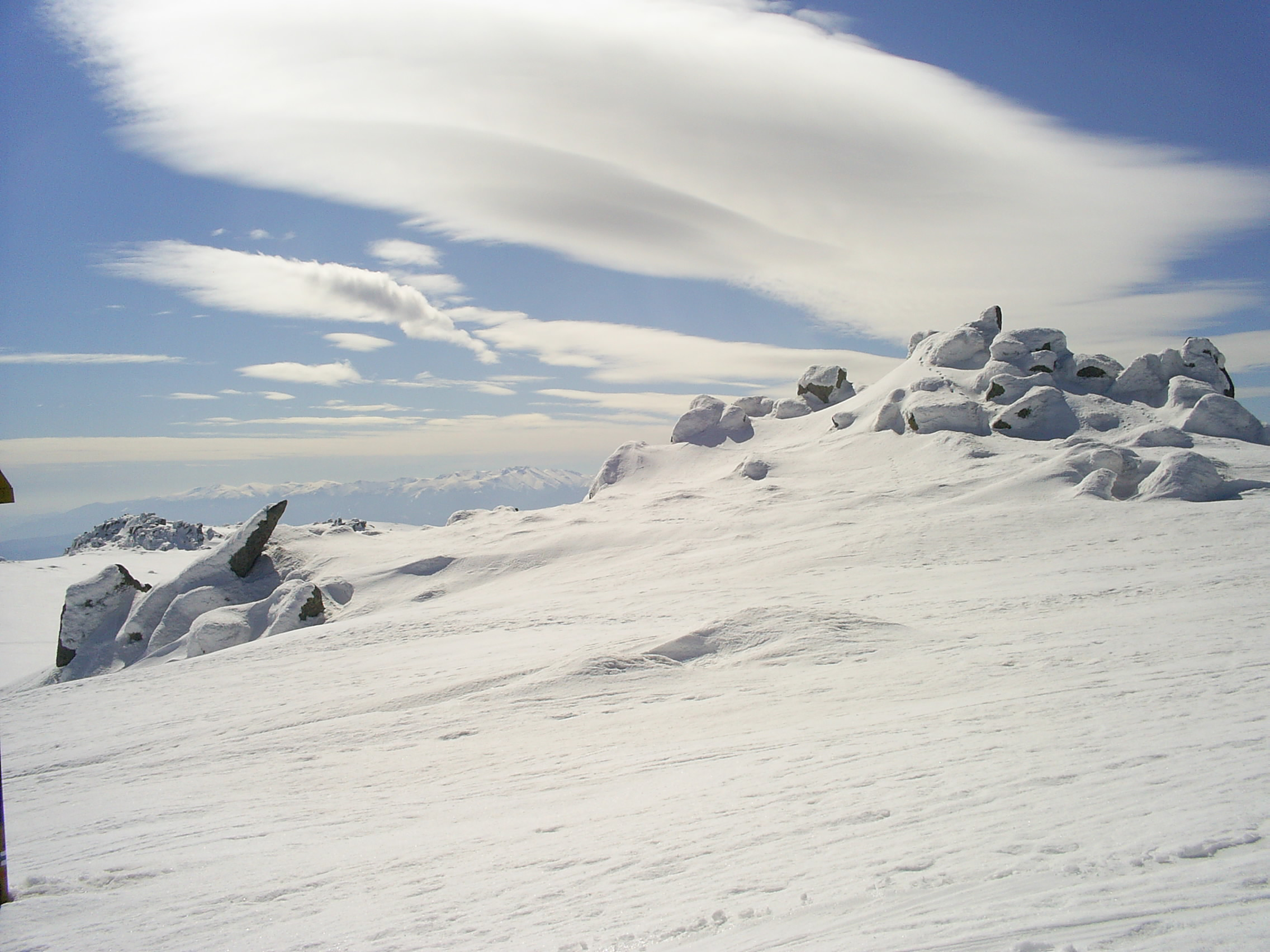
La Vitoša innevata
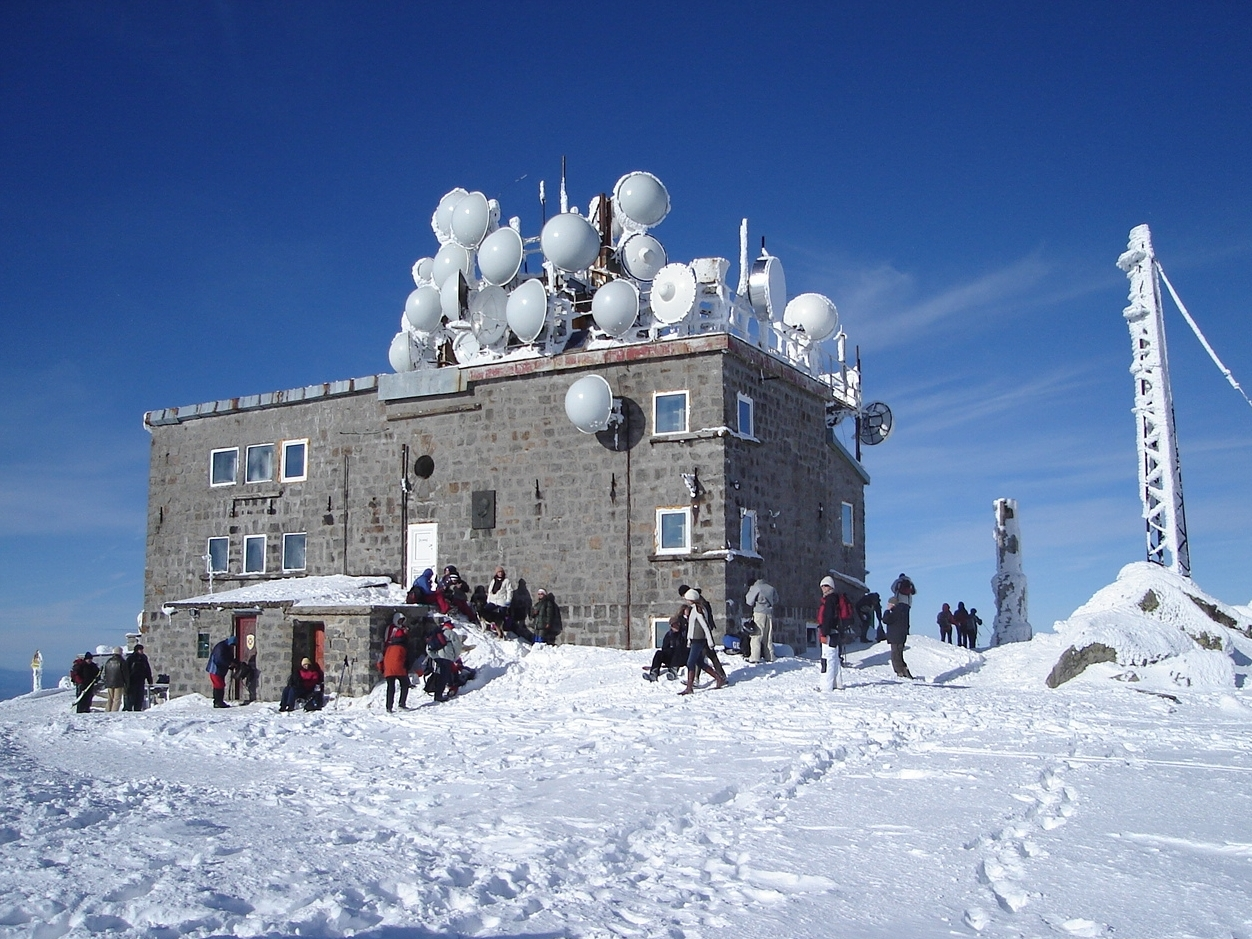
La stazione meteorologica in vetta
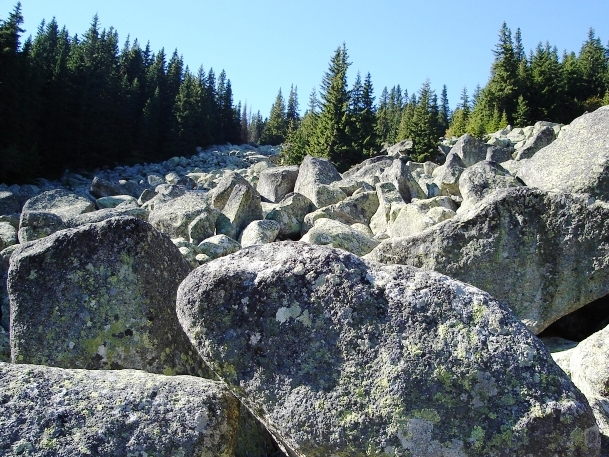
Il fiume di sassi di Zlatnite Mostove (Ponti dorati)